# マンソア
マンソア (Mansôa) はギニアビサウ中部に位置する都市。オイオ州マンソア区に位置し、マンソア区の首都。